# صوفیا حیات
صوفیا حیات (انگلیسی: Sofia Hayat؛ زادهٔ ۶ دسامبر ۱۹۷۴) خواننده، بازیگر، مدل سابق، و چهرهٔ تلویزیونی اهل بریتانیا است که به خاطر حضور در تلویزیون و سینمای هند شناخته شده است. او در بیگ باس، نسخه هندی بیگ برادر، در سال ۲۰۱۳ شرکت کرد.
وی بین سال‌های ۲۰۰۲ تا ۲۰۱۶ میلادی فعالیت می‌کرد.